# Corts de València (1292)
Les Corts de València de 1292, Corts Generals del regne de València, foren convocades per Jaume II per al dia 7 de gener, i celebrades entre el 8 i el 20 de gener.
Foren convocades les localitats de València, Borriana, Morvedre, Gandia, Ademús, Dénia, Llíria, Xàtiva, Castellfabib, Alpont, Vila-real i Alzira; del braç eclesiàstic sols apareixen indicats tres representants dels ordes militars (mestres de Montesa, Hospital i Calatrava); i del braç militar foren convocats 40 nobles (18 d'origen català o sicilià, i 22 d'origen aragonès).
El 20 de gener de 1292 Jaume II jurà els furs i els privilegis de la ciutat i regne de València, a petició dels representants de les viles reials, salvant la potestat de la noblesa a acollir-se al dret aragonès; i a continuació foren els representants reials els que juraren el rei, a excepció de les viles amb fur de Saragossa (Borriana i Vila-real) i les d'influència aragonesa (Ademús, Alpont i Castellfabib). Dos dies més tard les viles reials concediren al rei un auxili per a armar galeres en defensa de la Corona, que suposà un pagament de 102.500 sous.
En aquesta assemblea com en les anteriors Corts valencianes, predominava el mecanisme de control del monarca per part de l'estament reial, i els altres estaments tenien una participació menor i, en el cas de la noblesa, centrada en la seva oposició a la territorialitat dels furs.